# Oligachaeta tripartita
Oligachaeta tripartita är en insektsart som först beskrevs av Lucien Chopard 1954.  Oligachaeta tripartita ingår i släktet Oligachaeta och familjen syrsor. Inga underarter finns listade i Catalogue of Life.